# Školné
Školné je poplatek za studium.
Školné je stanovováno k hrazení nákladů spojených se studiem či pomocí něho stát reguluje poptávku po studiu nebo volbu oboru. Studenti mohou hradit školné z úspor, rodinných peněz, aktuálního přijmu, studentské půjčky od státu či banky či mohou získat stipendium, grant z nadací či je může sponzorovat firma (např. budoucí zaměstnavatel). Například v USA je často splácení studentské půjčky vázáno na dosažení určité hranice příjmu, od které absolvent začne půjčku hradit.
Školné se hradí v soukromých školách a obvykle se neplatí ve státních mateřských, základních a středních školách. Ze státem zřizovaných škol se nejčastěji platí školné na vysokých školách, situace se však liší podle konkrétního státu. V některých státech se platí poměrně vysoké školné (USA či Anglie), jinde nižší či studenti hradí tzv. administrativní poplatky (při vstupu do studia, respektive do každého vyššího ročníku nebo poplatek za certifikaci). Školné se hradí v Anglii, Irsku, Itálii, Litvě, Lotyšsku, Nizozemsku, Belgii, Portugalsku, Španělsku, Bulharsku, Estonsku, Maďarsku, Lichtenštejnsku, USA, Japonsku, Jižní Koreji, Kanadě, Austrálii a Novém Zélandu. Administrativní poplatky platí studenti na Islandu a a na některých francouzských školách. Žádné školné či poplatky nepožadují Německo, Lucembursko, Malta, Polsko, Rumunsko, Slovensko, Finsko, Švédsko, Dánsko, Rakousko, Skotsko, Slovinsko, Řecko, Malta, Kypr a Turecko.
V Česku se školné neplatí na veřejných a státních mateřských, základních, středních ani vysokých školách. Školné hradí studenti soukromých škol, a také na vyšších odborných školách, jehož horní hranice je ale stanovena na 3000 Kč za školní rok. Na vysokých školách studenti platí poplatky při překročení standardní doby studia, zahraniční studenti platí školné při studiu v cizím jazyce.